# Chionaema tettigonioides
Chionaema tettigonioides là một loài bướm đêm thuộc phân họ Arctiinae, họ Erebidae.